# アイトラング
アイトラング (ドイツ語: Aitrang) は、ドイツ連邦共和国バイエルン州シュヴァーベン行政管区のオストアルゴイ郡に属す町村（以下、本項では便宜上「町」と記述する）で、ビーセンホーフェン行政共同体を構成する自治体の一つである。

## 地理

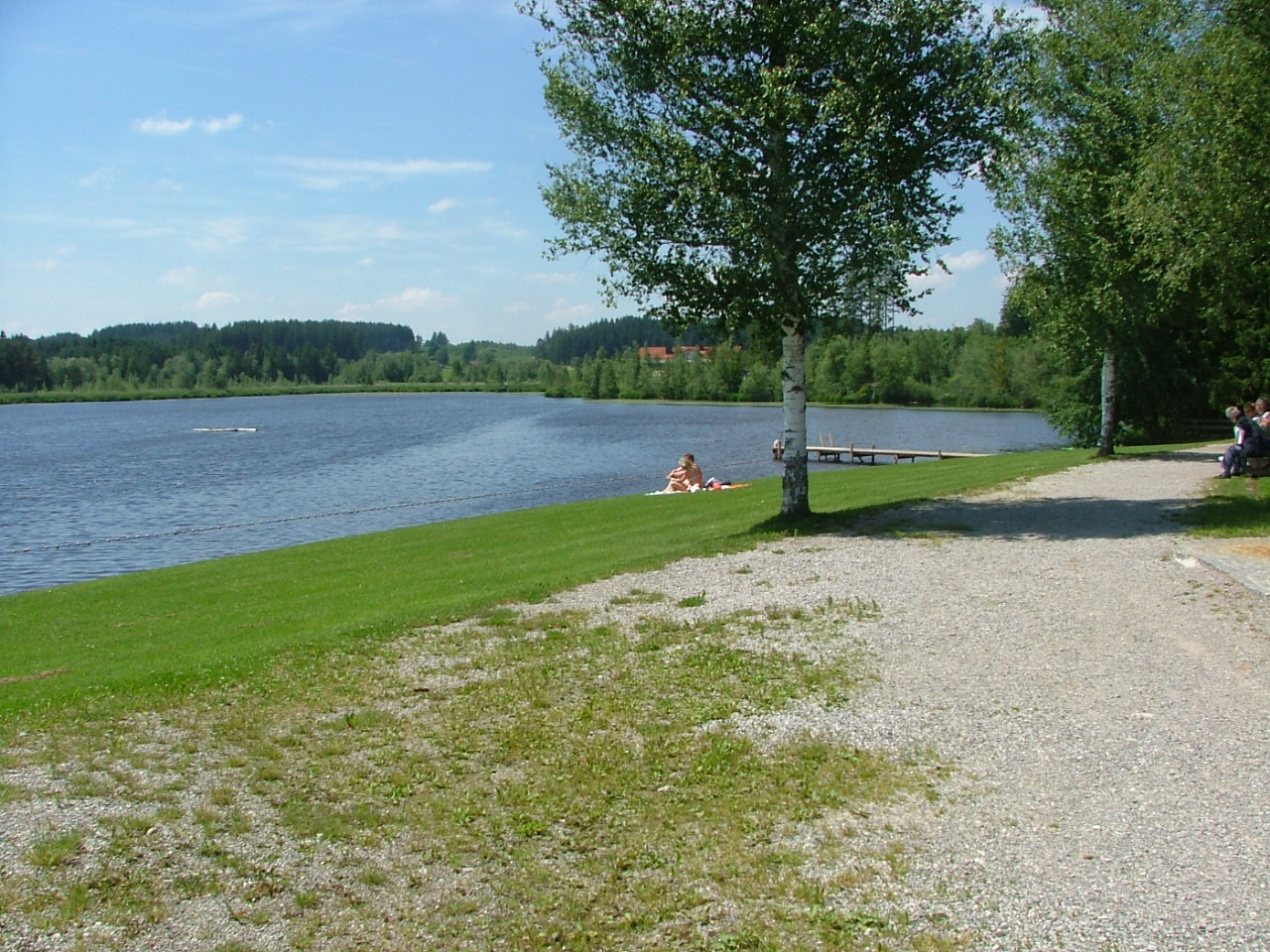
エルプ湖

アイトラングはアルゴイ地方に位置する。

### 自治体の構成
この町は、公式には19の地区 (Ort) からなる。このうち小集落や孤立農場などを除く集落を以下に列記する。
| - アイトラング - ゲルヴァングス - フッテンヴァングス - ミュンツェンリート | - ノイエンリート - ウムヴァングス - ヴェングリンゲン - ヴォルフホルツ |

町域内にエルプ湖がある。

## 歴史
この集落は、フランク王小ピピンの文書に早くも記録されている。この集落は帝国直轄の聖マング修道院（フュッセン）が管轄する帝国直轄地であった。1227年以降は修道院が下級裁判権を有した。この帝国直轄地は何度も借金の抵当にされ、最終的には1524年にケンプテン修道院侯領となった。この町の権利は聖マング修道院とケンプテン修道院侯領が分け合っていた。この町は1803年の帝国代表者会議主要決議により、エッティンゲン＝ヴァラーシュタイン侯領に属した。さらにライン同盟により1806年にはバイエルン領となった。バイエルンの行政改革に伴う1818年の市町村令によって現在の自治体が成立した。1978年の市町村再編により、それまで独立した自治体であったフッテンヴァング（ノイエンリート、ウムヴァングス、ヴォルフホルツの小集落を含む）がアイトラングに合併した。1982年には、それまでアプフェルトラング（現在はルーデラーツホーフェンに合併している）に属した小集落ヴェングリンゲンが住民投票によりアイトラングに合併した。

### 人口推移
- 1970年 1,632人
- 1987年 1,757人
- 2000年 1,942人

### 宗教
アイトラングの住民の多くがカトリック信者である。しかし、プロテスタントを信仰するものも少しはいる。アイトラング集落の唯一の教会は、アウクスブルク司教区の守護聖人である聖ウルリヒに捧げられた教会で、フッテンヴァングもその管轄下にある。ヴェングリンゲンにはこの他にロジーナ礼拝堂がある。ゲルヴァングスには聖アルバン巡礼教会がある。

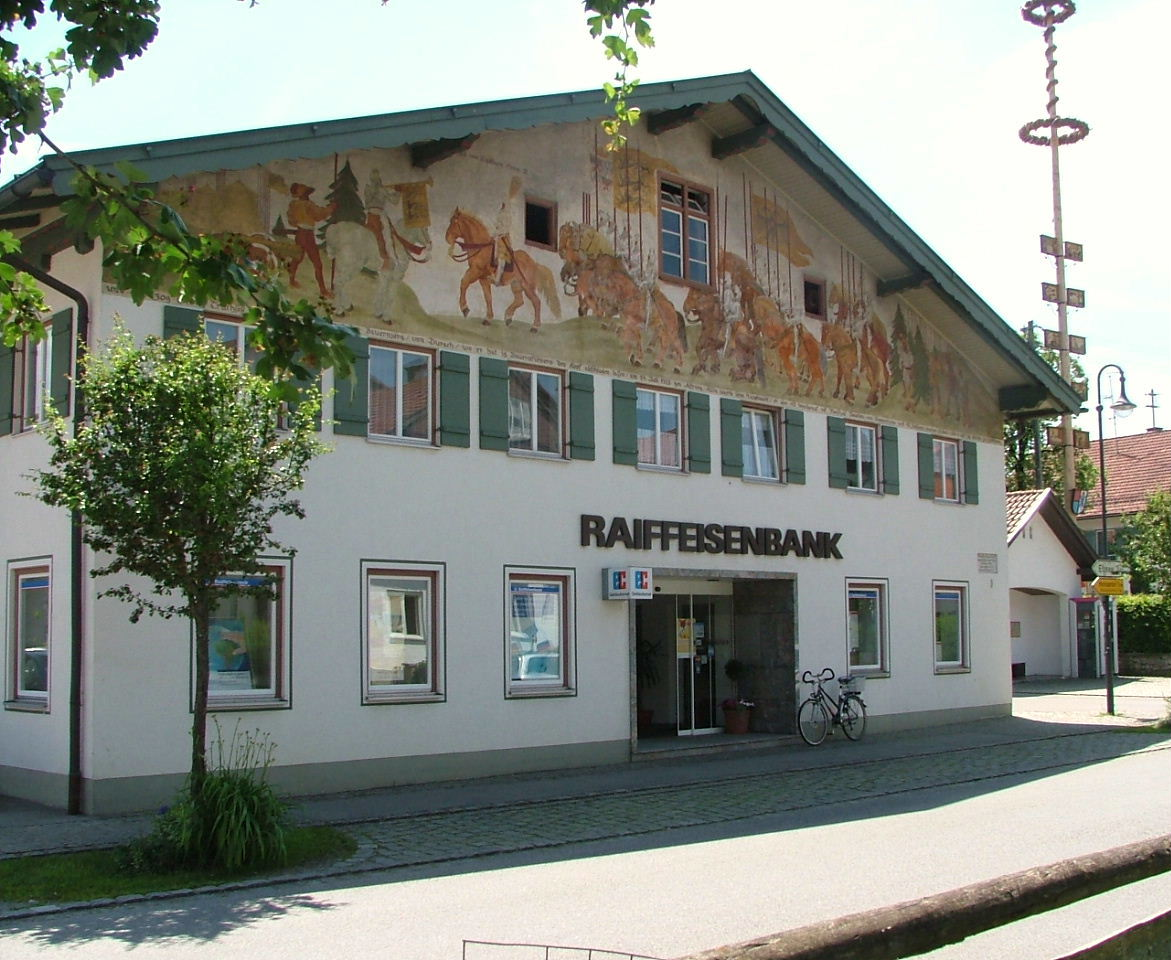
農業信用金庫の切妻の壁に描かれた壁絵

## 行政
- 1978年 - 1990年　ウルリヒ・シンデレ
- 1990年 - 2002年　ハンス・ビショフ (Wählergemeinschaft)
- 2002年 - 2020年　ユルゲン・シュヴァイカルト (Wählergemeinschaft Eintracht)
- 2020年 - 　ミヒャエル・ハイラント (Wählergemeinschaft Aitrang)

### 紋章
図柄: 左右二分割。向かって左はさらに赤地と青地に上下二分割されている。向かって右は銀地に赤い修道院長杖、その両側に向かい合った弓なりに反った青い四角形。

## 経済と社会資本

### 教育
- 国民学校 1校

## アイトラング列車事故
これは1971年2月9日に起こった事故である。スイス連邦鉄道のディーゼル列車 RAmによるミュンヘン発チューリヒ行きのTEE 56「バーヴァリア」はアイトラング駅近くの 80km/h 制限の右カーブを 130km/h で走行しようとした。この列車は脱線し、対向路線を破壊し、数量の車両が軌道から転落した。この事故の直後、対向路線を軌道バスが事故現場を通過する予定であった。この事故により、28名が死亡し、42名が負傷した。凍った水がエアブレーキの制御伝動を遮断したため、機関士は列車の制動を動力車の電子ブレーキだけで行わねばならなくなり、起こった事故であると考えられている。

## 引用
1. ↑  https://www.statistikdaten.bayern.de/genesis/online?operation=result&code=12411-003r&leerzeilen=false&language=de Genesis-Online-Datenbank des Bayerischen Landesamtes für Statistik Tabelle 12411-003r Fortschreibung des Bevölkerungsstandes: Gemeinden, Stichtag (Einwohnerzahlen auf Grundlage des Zensus 2011)
2. ↑  Bayerische Landesbibliothek Online